# Silvia Vargová
Silvia Vargová (* 12. května 1966, Komárno) je slovensko-maďarská, herečka a moderátorka. V současnosti se svojí rodinou žije v Budapešti.

## Život

### Mládí
Maturovala v roce 1984 na Střední průmyslové škole v Komárně. V letech 1985–1987 byla členkou uměleckého souboru divadla Thália v Košicích – tehdy vysunuté scény Maďarského oblastního divadla (MOD) se sídlem v Komárně, které bylo založeno 1. října 1952. Po Sametové revoluci (1989) se divadlo rozdělilo na dvě samostatná maďarská divadla: divadlo Thália v Košicích a Jókaiho divadlo v Komárně.
Hereččina první menší role na prknech, která znamenají svět byla chlapecká postava v Shakespearově dramatu Coriolanus, kde ztvárnila mladého Marcius. Její následující, ale už hlavní role byla v pohádce Zlatý klíček nebo Buratinove příhody od ruského autora Alexeje Nikolajeviče Tolstého, kde ztvárnila dřevěného chlapečka s velkým nosem, Buratina. Uměleckou kreaci mladé herečky děti milovali, kritika ji chválila za citlivě zahranou postavu. Další role, do které byla obsazena již jako mladá a krásná žena, jí přinesla úspěch i u dospělého diváka. Bylo to v komedii francouzského dramatika Marca Camolettiho Tři letušky v Paříži, kde hrála půvabnou stewardky Juditu z Německa. Ještě předtím než ji přijali na Vysokou školu múzických umění (VŠMU) triumfovala v dramatu maďarského autora László Németha Bodnárová / Bodnárné, kde ztvárnila mladou nevěstu jménem Cica.

### Studium
Herectví studovala v letech 1987–1991 v Bratislavě na VŠMU, z čehož jeden semestr absolvovala v Budapešti na Divadelní fakultě, obor herectví (nyní Divadelní a filmová univerzita – Színház- és Filművészeti Egyetem). Její spolužačkami byly: Zuzana Mauréry, Zuzana Vačková, Dagmar Bajnoková (nyní Bruckmayerová), Henrieta Mičkovicová, Ingrid Slobodová (nyní Hanzelová). Během studia hrála střídavě v Bratislavě (např. Na scéně Slovenského národního divadla (SND): Útrapy z rozumu, role – Vnučka Chriuminová v režii Miloše Pietore nebo v Divadle Korzo '90 (nyní Divadlo Astorka korzo '90) v absurdní dramatu Plešatá zpěvačka, role – Mary), ale také v Komárně (např. Gyula Háy: Caligula / Caliguló, Sándor Weöres: Lodník měsíce / Holdbéli csónakos, Václav Havel: Vernisáž / Verniszázs v operetě od autorské dvojice László Szilágyi a Béla Zerkovitz: Žena polibků / Csókos asszony).

### Práce
Po skončení vysoké školy chvíli účinkovala v Jókaiho divadle v Komárně a od podzimu 1991 až do roku 1994 byla členkou uměleckého souboru Petőfiho divadla ve Veszprému (Veszprém), kde si nejdříve zahrála v náročné tragédii od Williama Shakespeara Romeo a Julie. V maďarském městě během svého čtyřletého působení účinkovala v různých dramatech, lehkých komediích, jakož i v operetách a v estrádach. V roce 1995 se již jako vdaná žena, přestěhovala se svým manželem za prací do dalšího většího města Maďarska, do Kecskemétu, který je administrativním centrem Bács-Kiskun. Zde sklízela úspěchy v rozmanitých postavách, v diváky oblíbených mizanscénách, dokud se jí v roce 1998 nenarodila dcerka Réka Anna (viz divadelní role pod textem).
Šikovnou a žádanou herečku bylo vidět na jevištích i během mateřské dovolené, ale výrazně méně než dříve. V Jókaiho divadle v Komárně účinkovala v představeních: Láska / Szerelem od prozaika Lajose Bartu, Mládí pošetilost / Fiatalság bolondság od autorů Mihálye Eisemanne a Gyula Z. Halásze nebo Veszprém – Petőfiho divadlo – např. ve hře Noc tribádok / A tribádok éjszakája od švédského spisovatele Pera Orlova Enquista. Vedle rodinných povinností působila v dabingu, aby svůj jemný hlas propůjčila různým, ve světě známým herečkám. Úspěšně namluvila desítky postav ze zahraničních filmů a seriálů. Po pěti letech, které strávila se svou ratolestí, dostala angažmá v Šoproni (Sopron), ve městě ležícím v blízkosti rakouských hranic. V roce 2003 se stala členkou uměleckého souboru Petőfiho divadla tohoto města (poznámka: nezaměňovat s Petőfiho divadlem ve městě Veszprém). Do svého repertoáru musela už zařadit i muzikály a operety, do kterých dostávala nabídky stále častěji (např. Casting)Kasting nebo Zapomenuté léto / A régi nyár).
Tvůrčí a dobře zpívající herečka byla letech 2007 a 2015 na volné noze, ale účinkovala v takových hitech jako Chicago, Bláznivý den nebo Figarova svatba, Čardášová princezna, Hraběnka Marica, Finito (Maďarský zombi) / Finito (Magyar zombi). Vynikající umělkyně, interpretka, jejíž zpívající hlas klidně může soupeřit i s hlasy muzikálových či operních zpěvaček, je od roku 2016 opět herečkou divadla Thália v Košicích, kde si už stihla zahrát v takových divadelních představeních jako v Molièrově komedii Mizantrop nebo v hudební hře maďarského autora Edeho Tótha Vyvrhuje vesnice / A falu rossza.
Herečka Silvia Vargová byla obsazena i do několika televizních a hraných filmů (např. Gázláng / Plynové lampy (2004), Orfeusz az alvilágban / Orfeus v podsvětí (2005), Szamba / Samba (1996), Kaméleon / Chameleón (2008), Barátok közt / Mezi přáteli (seriál). V rádiu Fiksz / Fiks úspěšně moderovala relaci Ellenkező nem / Opačné pohlaví. Navzdory různým nabídkám z jiných médií zůstala věrná divadlu, kde své nejlepší kreace předvedla na několika jevištích v Maďarsku i na Slovensku, čili na prknech, která znamenají svět.

## Filmografie
Poznámka: V „Přehledu rolí“ jsou i originální názvy těch divadelních her, které nejsou známy slovenskému divákovi.
Přehled významných divadelních rolí:
| Autor díla                            | Název divadelní hry                                                    | Rok  | Divadlo                                                                                  | Role                            |
| William Shakespeare                   | Coriolanus                                                             | 1985 | Maďarské oblastní divadlo, Komárno                                                       | Mladý Marcius                   |
| Oldřich Daněk                         | Zpráva o chirurgii města N.                                            | 1986 | Maďarské oblastní divadlo, Komárno                                                       | Ošetřovatelka I.                |
| Alexej Nikolajevič Tolstoj            | Zlatý klíček nebo Buratinove příhody                                   | 1986 | MOD – Thália, Košice                                                                     | Buratino                        |
| Marc Camoletti                        | Tři letušky v Paříži                                                   | 1986 | MOD – Thália, Košice                                                                     | Judit                           |
| László Németh                         | Bodnárová / Bodnárné                                                   | 1987 | MOD – Thália, Košice                                                                     | Cica                            |
| A. S. Gribojedov                      | Útrapy z rozumu                                                        | 1989 | Slovenské národní divadlo (SND), Bratislava                                              | Vnučka Chriuminová              |
| Gyula Háy                             | Caligula / Caliguló                                                    | 1990 | Jókaiho divadlo, Komárno                                                                 | Clodia                          |
| Sándor Weöres                         | Lodník měsíce / Holdbéli csónakos                                      | 1990 | Jókaiho divadlo, Komárno                                                                 | Paví oko / Pávaszem             |
| Václav Havel                          | Vernisáž                                                               | 1990 | Jókaiho divadlo, Komárno                                                                 | Věra                            |
| László Szilágyi, Béla Zerkovitz       | Žena polibků / Csókos asszony                                          | 1991 | Jókaiho divadlo, Komárno                                                                 | Kató Pünkösdy (Pünkösdyová)     |
| Eugène Ionesco                        | Plešatá zpěvačka                                                       | 1991 | Divadlo Korzo '90, Bratislava                                                            | Mary                            |
| Tadeusz Różewicz                      | Bílé manželství                                                        | 1991 | Jókaiho divadlo, Komárno                                                                 | Paulina                         |
| László Vándorfi                       | Ježíš Kristus / Jézus Krisztus                                         | 1991 | Letní hry na hradě Sümeg                                                                 | Magdaléna                       |
| William Shakespeare                   | Romeo a Julie                                                          | 1991 | Petőfiho divadlo, Veszprém                                                               | Julie                           |
| Lajos Zilahy                          | Komedie během míru / Békebeli komédiák                                 | 1991 | Petőfiho divadlo, Veszprém                                                               | Margit Mályva (Mályvaová)       |
| Jenő Heltai                           | Němý rytíř / Néma Levente                                              | 1991 | Petőfiho divadlo, Veszprém                                                               | Beatrix                         |
| István Csukás                         | Povídej, Münchhausen!                                                  | 1992 | Petőfiho divadlo, Veszprém                                                               | Amarilla                        |
| Ferenc Molnár                         | Liliom                                                                 | 1992 | Petőfiho divadlo, Veszprém                                                               | Juli                            |
| István Asztalos                       | Vězeňský muzikál / Börtönmusical                                       | 1992 | Petőfiho divadlo, Veszprém                                                               | Mary-Lou                        |
| László Vándorfi                       | Veselosti z baroka / Barokk kori vigasságok                            | 1992 | Letní hry na hradě Veszprém                                                              | Nevěsta / Menyasszony           |
| Jenő Rejtő                            | Kabaret / Kabaré                                                       | 1992 | Petőfiho divadlo, Veszprém                                                               | Ibi                             |
| András Sütő                           | Vyškerený žel / Vigyorgó búbánat                                       | 1993 | Petőfiho divadlo, Veszprém                                                               | Krčiažtek / Kancsócska          |
| Bohumil Hrabal                        | Bambini di Praga                                                       | 1993 | Petőfiho divadlo, Veszprém                                                               | Nadja                           |
| Géza Csemer                           | Pista Dankó                                                            | 1993 | Petőfiho divadlo, Veszprém                                                               | Ilonka Joó                      |
| László Vándorfi                       | Ježíš Kristus / Jézus Krisztus                                         | 1993 | Petőfiho divadlo, Veszprém                                                               | Anděl II.                       |
| Károly Nóti, István Zágon             | Lokaj, Hyppolit / Hyppolit, a lakáj                                    | 1993 | Petőfiho divadlo, Veszprém                                                               | Terka                           |
| Sándor Sultz, Krisztina Szalay        | Dobrodružství Šípkové Růženky /Csipkerózsikaland                       | 1993 | Petőfiho divadlo, Veszprém                                                               | Šípková Růženka / Csipkerózsika |
| László Szilágyi                       | Žena polibků / Csókos asszony                                          | 1994 | Petőfiho divadlo, Veszprém                                                               | Kató Pünkösdy (Pünkösdyová)     |
| William Shakespeare                   | Hamlet                                                                 | 1995 | Petőfiho divadlo, Veszprém                                                               | Ofélie / Ophelia                |
| István Örkény                         | Tótovci / Tóték                                                        | 1995 | Třetí divadlo / Harmadik Színház, Pécs                                                   | Ágika                           |
| Ferenc Martos, Miksa Bródy            | Sybila / Sybill                                                        | 1996 | Divadlo Józsefa Katonaiho, Kecskemét                                                     | Sarah                           |
| Stanisław Ignacy Witkiewicz           | Blázen a jeptiška                                                      | 1996 | Divadlo Józsefa Katonaiho, Kecskemét                                                     | Jeptiška Anna                   |
| László Szilágyi                       | Já a můj mladší bratr / Én és a kisöcsém                               | 1996 | Divadlo Józsefa Katonaiho, Kecskemét                                                     | Piri                            |
| Sławomir Mrożek                       | Tango                                                                  | 1996 | Petőfiho divadlo, Veszprém                                                               | Ala                             |
| Sándor Petőfi, Károly Bakonyi         | Vítěz Janko / János vitéz                                              | 1996 | Divadlo Józsefa Katonaiho, Kecskemét                                                     | Iluska (Iluška)                 |
| Federico García Lorca                 | Yermo                                                                  | 1997 | Divadlo Józsefa Katonaiho, Kecskemét                                                     | Maria                           |
| Andrew Lloyd Webber Tim Rice          | Ježíš Kristus superstar / Jesus Christ Superstar                       | 1997 | Divadlo Józsefa Katonaiho, Kecskemét                                                     | Mária                           |
| George Gershwin                       | Vše dobré / Minden jó                                                  | 1997 | Divadlo Józsefa Katonaiho, Kecskemét                                                     | Učitelka, Zpěvačka              |
| László Dés, Péter Geszti              | Kniha džungle / Dzsungel könyve                                        | 1997 | Divadlo Józsefa Katonaiho, Kecskemét                                                     | Bagira                          |
| Ede Tóth                              | Vyvrhuje vesnice / A falu rossza                                       | 1998 | Divadlo Józsefa Katonaiho, Kecskemét                                                     | Boriska (Boriška)               |
| Lajos Barta                           | Láska / Szerelem                                                       | 1999 | Jókaiho divadlo, Komárno                                                                 | Lujza                           |
| Mihály Eisemann                       | Mládí pošetilost / Fiatalság bolondság                                 | 2000 | Jókaiho divadlo, Komárno                                                                 | Vera                            |
| Per Olov Enquist                      | Noc tribádok                                                           | 2000 | Petőfiho divadlo, Veszprém                                                               | Marie Caroline David            |
| Daniel Dafoe, Claire Luckham          | Moll Flandersová, krásná zlodějka /Moll Flanders, a szépséges tolvajnő | 2003 | Kulturní centrum Millenáris / Millenáris, Budapešť                                       | Hrála více postav               |
| Patrick Hamilton                      | Plynové lampy                                                          | 2003 | Petőfiho divadlo, Šoproň                                                                 | Elisabeth                       |
| Tibor Zalán                           | Amese zůstane / Amese marad                                            | 2003 | Petőfiho divadlo, Sopron                                                                 | Piros (Piroš)                   |
| Ferenc Molnár                         | Labuť / A hattyú                                                       | 2004 | Petőfiho divadlo, Sopron                                                                 | Symphorosa                      |
| Ernő Szép                             | Síň kávy / Kávécsarnok                                                 | 2004 | Petőfiho divadlo, Sopron                                                                 | Fanny                           |
| Brandon Thomas                        | Charleyova teta                                                        | 2004 | Petőfiho divadlo, Sopron                                                                 | Donna Lucia d`Alvadorez         |
| Hector Crémieux, Ludovic Halévy       | Orfeus v podsvětí                                                      | 2005 | Petőfiho divadlo, Sopron                                                                 | Vénus                           |
| Katalin Vajda                         | Milenci z Ancony / Anconai szerelmesek                                 | 2006 | Maďarské divadlo / Magyar Színház, Budapešť                                              | Dorina                          |
| Katalin Thuróczy                      | Castingu / Kasting                                                     | 2006 | Petőfiho divadlo, Sopron                                                                 | Barabas                         |
| Imre Sarkadi                          | Šimon Stylita / Oszlopos Siemon                                        | 2006 | Petőfiho divadlo, Sopron                                                                 | Zsuzsi (Zuza)                   |
| Romain Rolland                        | Hra o lásce a smrti                                                    | 2006 | Petőfiho divadlo, Sopron                                                                 | Sophie de Courvoisier           |
| Ray Cooney                            | Jeden a jedna jsou tři                                                 | 2006 | Petőfiho divadlo, Sopron                                                                 | Mary Smith                      |
| István Békeffi                        | Zapomenuté léto / A régi nyár                                          | 2007 | Petőfiho divadlo, Sopron                                                                 | Maria, slavná herečka           |
| Anton Pavlovič Čechov                 | Tři sestry                                                             | 2007 | Petőfiho divadlo, Sopron                                                                 | Máša                            |
| Jean-Claude Danaud                    | Dílo ženy nebo Ach, ta něha našich dam /Női kézimunka                  | 2007 | Divadlo Thália, Budapešť                                                                 | Vdova                           |
| John Kander, Fred Ebb, Bob Fosse      | Chicago                                                                | 2007 | Jókaiho divadlo, Komárno                                                                 | Mama Mortonová                  |
| Gotthold Ephraim Lessing              | Moudrý Nátan                                                           | 2008 | Divadlo Evangelium / Evangelium Színház, Budapešť                                        | Sittah                          |
| Pierre-Augustin Caron de Beaumarchais | Bláznivý den nebo Figarova svatba                                      | 2010 | Komorní divadlo Bartók a Dům umění /Bartók Kamaraszínház és Művészetek Háza, Dunaújváros | Hraběnka Rosina                 |
| Imre Kálmán, Dezső Keller             | Čardášová princezna                                                    | 2011 | Jókaiho divadlo, Komárno                                                                 | Cecília                         |
| Imre Kálmán                           | Hraběnka Marica                                                        | 2012 | Petőfiho divadlo, Veszprém                                                               | Liza                            |
| Zsigmond Móricz, Károly Szakonyi      | Příbuzní / Rokonok                                                     | 2013 | Divadlo Jászai Mari / Jászai Mari Színház, Tatabánya                                     | Manželka starosty               |
| István Tasnádi                        | Finito (Maďarský zombi) / Finito (Magyar zombi)                        | 2013 | Jókaiho divadlo, Komárno                                                                 | Tigris Niki                     |
| Molière                               | Mizantrop                                                              | 2016 | Divadlo Thália, Košice                                                                   | Celimene                        |
| Ede Tóth                              | Vyvrhuje vesnice / A falu rossza                                       | 2016 | Divadlo Thália, Košice                                                                   | Csapóné (Csapóová)              |
| János Lackfi                          | Jací jsou Maďaři?                                                      | 2017 | Divadlo Thália, Košice                                                                   | hraje více postav               |
| Ede Szigligeti, Róbert Lakatos        | Liliomfi                                                               | 2017 | Divadlo Thália, Košice                                                                   | Kamila, pestúnka                |